# Sainte-Aulde
Sainte-Aulde település Franciaországban, Seine-et-Marne megyében. Lakosainak száma 692 fő (2022. január 1.). Sainte-Aulde Bézu-le-Guéry, Montreuil-aux-Lions, Chamigny, Dhuisy, Luzancy és Méry-sur-Marne községekkel határos.

## Népesség
A település népessége az elmúlt években az alábbi módon változott:
| Lakosok száma | 698  | 704  | 699  | 680  | 668  | 673  | 671  | 678  | 692  |
|               | 2013 | 2015 | 2016 | 2017 | 2018 | 2019 | 2020 | 2021 | 2022 |